# 다니엘 오두베르 키로스
다니엘 오두베르 키로스(스페인어: Daniel Oduber Quirós, 1921년 8월 25일 ~ 1991년 10월 13일)는 코스타리카의 정치인, 법률가, 시인, 철학자이다. 1974년부터 1978년까지 대통령으로 재직했다.
캐나다의 맥길 대학에서 철학을 공부했으며, 귀국 후 호세 마리아 피게레스 페레르를 주도로 한 혁명에 참가했다. 그들이 승리하자, 그는 코스타리카 제2공화국의 사무총장이 되었다. 가끔씩, 그는 프랑스를 여행하였다. 소르본에서 철학을 공부하곤 했으며, 프랑스에서 캐나다 외교관의 딸인 마르조리 에이요 시페르(프랑스어: Marjorie Elliot Sypher)와 결혼하였다. 슬하에 2명의 아이를 두고 있다.
코스타리카로 돌아온 뒤 정치 활동에 전념하기 시작하였고, 피게레스정부 하에서 유럽 대사가 되었다.
1974년 대통령으로 당선되었다. 그는 대통령으로 재임하면서 시골 주민들의 삶을 개선하고자 했다. 그의 정부는 다른 중미 국가들에게 큰 인기를 얻게 되었다. 그는 당시 불법 정당이던 공산당 활동을 허용하는 가 하면 쿠바와의 외교 관계를 복귀하고자 했다. 또한 파나마의 주권 보호를 위해 지미 카터(Jimmy Carter) 미국대통령과 오마르 토리호스(Omar Torrijos) 파나마 정부수반 등과 정치를 함께 했다. 퇴임 후에도 전두환 대한민국 대통령과 회담을 하기도 했다.
리베라 부근에는 그의 이름을 딴 다니엘 오두베르 국제 공항이 있고, 산호세에는 그의 동상이 있다.